# Ed Patenaude
Edgar Arnold „Ed“ Patenaude (* 17. Oktober 1949 in Williams Lake, British Columbia; † 24. Juli 2021) war ein kanadischer Eishockeyspieler, der im Verlauf seiner aktiven Karriere zwischen 1966 und 1978 unter anderem 442 Spiele für die Alberta bzw. Edmonton Oilers und Indianapolis Racers in der World Hockey Association (WHA) auf der Position des rechten Flügelstürmers bestritten hat. In den Jahren 1976 und 1978 nahm Patenaude jeweils am WHA All-Star Game teil.

## Karriere
Patenaude verbrachte seine Juniorenzeit zwischen 1966 und 1970 in den Vorgängerligen der Western Hockey League (WHL). Dort stand der Flügelstürmer zunächst zwei Spielzeiten in Diensten der Moose Jaw Canucks, mit denen er 1967 den President’s Cup gewann, ehe er zur Saison 1968/69 innerhalb der Liga zu den Calgary Centennials wechselte, da Moose Jaw die Liga verlassen hatte. Auch in Calgary verbrachte er zwei Spieljahre, obwohl das Talent bereits im NHL Amateur Draft 1969 in der fünften Runde an 50. Stelle von den Pittsburgh Penguins aus der National Hockey League (NHL) ausgewählt worden war. Bereits zum Ende der Spielzeit 1969/70 debütierte Patenaude schließlich im Profibereich, als er für Pittsburghs Farmteam, die Baltimore Clippers aus der American Hockey League (AHL), sein Profidebüt gab.
Mit Beginn der Spielzeit 1970/71 lief der Angreifer für die Amarillo Wranglers in der  Central Hockey League (CHL) auf. Im Jahr darauf spielte er für die Fort Wayne Komets in der International Hockey League (IHL). Beide Franchises standen zu diesem Zeitpunkt ebenfalls in einer Kooperation mit den Penguins. Obwohl der Kanadier in der Saison 1971/72 in 70 Spielen 76 Scorerpunkte gesammelt hatte, zeigten die Pens jedoch kein Interesse daran, ihn in den NHL-Kader berufen.
Daraufhin unterzeichnete Patenaude zur Saison 1972/73 als Free Agent einen Vertrag bei den Alberta Oilers aus der als Konkurrenzliga zur NHL aufgebauten und in ihre erste Spielzeit gehende World Hockey Association (WHA). Beim Franchise, das ab dem folgenden Spieljahr unter dem Namen Edmonton Oilers firmierte, verbrachte der Kanadier insgesamt fünf Spielzeiten in der WHA. Mit Ausnahme der Spielzeit 1974/75, in der er verletzungsbedingt nur 56 Einsätze absolvierte, erzielte er stets über 40 Scorerpunkte pro Saison. Sein bestes Jahr hatte er dabei in der Saison 1975/76, in der er 72-mal punktete. Seine 42 Tore waren ebenfalls ein Karrierebestwert. Zudem wurde er erstmals zum WHA All-Star Game eingeladen. Kurz vor dem Beginn der Saison 1977/78, in der er ein zweites Mal am All-Star Game teilnahm, wurde Patenaude gemeinsam mit Kevin Devine, Barry Wilkins und Claude St. Sauveur innerhalb der Liga zu den Indianapolis Racers transferiert. Diese gaben im Tausch Blair MacDonald, Mike Zuke, Dave Inkpen, die WHA-Transferrechte an Paul Shmyr und ein Drittrunden-Wahlrecht im Nachhinein nicht mehr veranstalteten WHA Amateur Draft des Jahres 1978 nach Edmonton ab. Nach Beendigung der Spielzeit beendete der Stürmer im Alter von 29 Jahren seine Karriere als Aktiver.
Patenaude verstarb im Juli 2021 im Alter von 71 Jahren.

## Erfolge und Auszeichnungen
- 1967 President’s-Cup-Gewinn mit den Moose Jaw Canucks
- 1976 Teilnahme am WHA All-Star Game
- 1978 Teilnahme am WHA All-Star Game

## Karrierestatistik
(Legende zur Spielerstatistik: Sp oder GP = absolvierte Spiele; T oder G = erzielte Tore; V oder A = erzielte Assists; Pkt oder Pts = erzielte Scorerpunkte; SM oder PIM = erhaltene Strafminuten; +/− = Plus/Minus-Bilanz; PP = erzielte Überzahltore; SH = erzielte Unterzahltore; GW = erzielte Siegtore; 1 Play-downs/Relegation; Kursiv: Statistik nicht vollständig)